# Oxyrrhis
Az Oxyrrhis a páncélos ostorosok heterotróf Oxyrrhinaceae családjának egyetlen nemzetsége. Számos tengeri környezetben él világszerte, ezek táplálékhálózatában fontos résztvevő. Lehetséges modellszervezet más Alveolata-fajok tanulmányozásához. Korán megjelent, és sokáig kizárólag az Oxyrrhis marina fajt tartalmazóként írták le. Újabb molekuláris filogenetikai tanulmányok szerint az O. marina és az O. maritima különböző fajok, mások szerint a két klád egy faj 2 genetikailag sokszínű tagja. A nemzetségbe sokáig önálló fajként sorolták az O. parasiticát is, de újabb rendszertanok ezt nem használják, így az Oxyrrhis 1 fajból áll, és az O. marina és maritima a típusfaj elkülönülő csoportjai. A nemzetség jellemzője nyújtott, elöl egy pontig nyúló teste, a ventrális oldalhoz csatlakozó összetett ostorszerkezet és sejtmagja egyedi jellemzői.

## Etimológia
Az Oxyrrhis név a görög οξύς, éles és ρίς, orr szavakból származik, utalva a sejttest elülső nyúlványára.

## Típusfaj
A nemzetség típusfaja az Oxyrrhis marina.

## Történet
Először Félix Dujardin írta le 1841-ben, belgiumi sólápban. There is a broad scope of literature concerning the genus, as it is commonly used in laboratory studies investigating the evolution of protist lineages and responses to environmental changes. A kapcsolódó ismeretek gyorsan nőnek, a publikációk száma jelentősen nőtt az 1990-es évektől. Nagy elterjedési területe, kis mérete, könnyű nyomon követhetősége és számos ökológiai kérdésben való fontossága révén „feltörekvő modellszervezet” lehet. Ezért életciklusáról, táplálkozásáról és úszásáról sok ismeret van. Különböző, elsősorban kémiai ingerekre adott válaszai is jól ismertek, és számos ökológiai folyamatról szóló numerikus modellekben megtalálható, ez okozza a növekvő hivatkozásszámot is. Additionally, Oxyrrhis is a food source for several planktivores, so there is some data relating to predation rates upon it.
1938 és 2009 közt 144 tanulmány keletkezett, mely az Oxyrrhist kulcsszóként tartalmazta. Egy 36, 1990–2011 közt megjelent, az O. marinát címében tartalmazó tanulmányról szóló elemzés szerint azok 55%-a aut- vagy szünökológiailag megfelelő, 40%-uk tanulmányozott evolúciós vagy genetikai biológiai szempontot, 5% rendelkezett elterjedési mintákkal. Azonban csak 5–10% mutatott bizonyítékot területek közti rigorózus elemzésre.

## Ökológia
Gyakran világszerte elterjedtként írják le, de földrajzi elterjedéséről kevés tanulmány szól. A legtöbb adat szerint az Amerikai Egyesült Államok atlanti- és csendes-óceáni partvidéke, a Mexikói-öböl, Európa atlanti-óceáni partjai, a Földközi- és a Balti-tenger, a Perzsa-öböl és a Nyugat-Csendes-óceán területén él. Jelenléte ismert a déli féltekén, például Ausztrália, Dél-Afrika, Brazília körül, és ritka vagy nincs jelen a sarki tengereken, például Észak-Norvégia vagy Izland körül, azonban e területeken kicsik voltak a mintaméretek. Ritka a nyílt vízen, de több, a kontinensektől távoli sziget, például Hawaii és az Azori-szigetek parthoz közeli vizeiben is ismert. Egyes kládjai endemikusak, mások kozmopoliták. 1 O. marina-klád széles körben elterjedt, mindkét észak-amerikai part mentén és a Kelet-Földközi-tengerben egyaránt jelen van, míg egy másik klád csak a Balti- és a Vörös-tengerben található.
Számos intertidális és part menti élőhelyen gyakori. Elterjedése tekintetében mintavételi torzítás lehetséges, mivel a legtöbb minta part menti területekről, elsősorban intertidális medencékből származik, nem a nyílt óceánból. Valószínűtlen, hogy kizárólag intertidális, kis mennyiségben előfordulhat a part menti és óceáni planktonban, ahol sekély öblökben is előfordulhat, de ez nincs megerősítve.
Az O. marina és maritima hőmérséklet- és sótartalom-tartományai különbsége alapján a két klád eltérő ökofiziológiájú lehet. Az O. maritima árapályszint körüli magas sótartalmú és hőmérsékletű medencékben él, míg az O. marina alacsonyabb sótartalmú és hőmérsékletű vízben. Az O. marina pozitív növekedéséhez lehetséges legmagasabb hőmérséklet 32 °C körüli, az O. maritimáé 32 °C feletti. Az O. marina csak 4‰ feletti sótartalom mellett nő, növekedési sebessége 5% sótartalomig nő. Az O. maritima 2‰ sótartalom mellett is nő, növekedési sebessége szintén 5% sótartalomig nő.
Különösen fontos a tengeri életközösségekben, a pelágikus táplálékhálózatokban fontos, mivel csillósokat, fitoplanktont, baktériumokat és egyes állatok petéit, korai életszakaszait vagy akár kifejlett példányait fogyasztják más zsákmányok mellett. Emellett magasabb trofikus szintek, például állatok, csillósok és más páncélos ostorosok zsákmánya. Fogyasztási sebessége meghaladhatja a napi fitoplankton-termelés 60%-át számos óceáni és part menti rendszerben. Ezzel az Oxyrrhis jelentősen befolyásolja a táplálékhálózat szerkezetét, a szénciklust és a tengeri planktonikus életközösség energiaáramlását.

## Leírás

### Morfológia
Dujardin az Oxyrrhist nyújtott, szabálytalan, ferdén lekerekített alakjáról és ostorairól könnyen felismerhetőként írta le. A sejtek tojás alakúak, színtelenek vagy halvány rózsaszínek, hosszuk mintegy 50 μm. A sejttest elöl bemélyedik, és egy pontba nyúlik, néhány laterálisan eredő ostorral a mélyedés aljáról.
Sejtmembránja mannózkötött lektint tartalmaz, melyet zsákmányfajok megkülönböztetésére használhat. Ez képessé teszi az Oxyrrhist a zsákmányok sejtfelszínének elemzésére és tápértékük meghatározására, így a legjobb tápértékű mikroalgazsákmányok kiválasztására. Táplálékreceptorai, például kontakt-kemoreceptorai vagy lektinszerű receptorai lehetnek, melyeket a mikroalgák és baktériumok sejtfelszíni szénhidrátjai felismerésére használ, lehetővé téve erősen specifikus táplálkozási viselkedéset.
Újabb kutatások részletesebben vizsgálták az Oxyrrhis ostorszerkezeteit. A legtöbb páncélos ostorossal szemben mindkét ostor a sejt ventrális oldaláról ered, és az ostorok 3 dimenziós szerkezete hasonlít egyes Gymnodinium-fajokéra. E szerkezetek aszimmetrikusak és összetettek, minden ostoron egy longitudinális és egy transzverzális alapi testtel, 8 szerkezetileg különböző komponenst adva. Az ostor hátulsó végén lévő egyetlen komponens az elején 45–50 önálló mikrotubulusból álló nagy mikrotubulus-gyökér, mely a merőlegesen elrendezett harántcsíkolt fonalas szakaszhoz proximálisan csatlakozik. E gyökerek hasonlítanak egyes Trichomonadida-fajok costáira, bár a két klád eltérő mitózisú. Az alapi testhez harántcsíkolt fonalas kötőelem csatlakozik, ez a sejt jobb ventrális felszínéhez csatlakozik, mielőtt a héj alatti mikrotubulus-rendszerben véget ér. Egy összetett gyökér ered a longitudinális alapi testen, és ventrálisan az ostor elülső részéig nyúlik. Néhány ilyen gyökérben mikrotubulusok és elektronsűrű anyag vannak. A két ostor együttműködik az Oxyrrhis mozgásában, morfológiai és funkcionális különbségei alapján helikális úszásmintájú.

### Genetika
Az Oxyrrhis mitokondriális genomja a legkisebb ismert: néhány rRNS-töredék, 2 fehérjekódoló gén (cox1, cob–cox3) alkotja. Genomja erősen töredezett más páncélos ostorosokéhoz hasonlóan, de a gének gyakran tandem másolatként fordulnak elő a Plasmodium ismétlődő genomjához hasonlóan. Az Oxyrrhis mitokondriális genomja feltehetően mindig azonos szomszédos génekből vagy géntöredékekből áll. Ez azt jelenti, hogy a cox1 és a cob–cox3 sosincs egy genomtöredéken. Se a gének, se a cob–cox3 körkörössé alakított mRNS-eiben nem ismertek kanonikus start- vagy stopkodonok. Ezenkívül nem található meg benne a páncélos ostorosokra jellemző jelentős RNS-szerkesztés.
Magi és kromoszómaszerkezete egyedi, és megkülönbözteti más nemzetségektől. Például a páncélos ostorosok magon kívüli orsója helyett magon belülit használ a mitózishoz. Továbbá más páncélos ostorosokban ismeretlen jellemző, hogy az orsó a magi plakkból alakul ki, nem magmembránból. További egyedi jellemzője a sok hosszú, vékony kromoszóma, melyeket sok elektronsűrű test választ el, valamint egy más páncélos ostorosokban ismeretlen hisztonszerű DNS-asszociált fehérje. Ezenkívül nincs öve, sulcusa és pusztulái, megkülönböztetve más páncélos ostorosoktól.
Magja sok más páncélos ostoroséhoz hasonlít is több jellemzőben. Például sejtciklusa egészében kondenzáltak maradnak a magi kromoszómák, és kevesebb, a nukleoszóma szerkezetét felépítő fehérje van, mint a legtöbb eukariótában. További hasonlóság a magban kódolt mRNS-ek transz-splicingja. Ezenkívül mitokondriális genomja erősen töredezett, mitokondriális mRNS-ei nem kanonikus ATA, ATT, TTG és GTG startkodonokat használnak.

### Életciklus
Az Oxyrrhis feltehetően haploid, de tényleges ploiditása ismeretlen. Más páncélos ostorosokhoz hasonlóan az Oxyrrhis vegetatív kettéhasadással nő. A haploid sejtek egyesülhetnek mozgásképes diploid zigótává, vagy nyugvó cisztát képezhetnek, melyek ivarsejtekként viselkedhetnek. A diploid sejtek egyszer meiózissal osztódva haploid sejteket adnak.
Azonban az O. marina életciklusa számos jellemzőben különbözik a páncélos ostorosokra jellemzőtől: osztódáskor a magmembránban nem jelenik meg mikrotubulusokat tartalmazó sejtplazmacsatornákat adó bemélyedés, ehelyett a mikrotubulusokból álló mitózisorsó magon belüli. A páncélos ostorosok kromoszómamozgásait a mikrotubulusok általában a magmembránon keresztül vezetik, de az O. marinában ez közvetlenül mikrotubulusok által történik a magmembrán közvetítése nélkül. Ezenkívül az O. marina nem rendelkezik birefringens periodikusan sávos vagy íves kromoszómaszerkezettel, mint a legtöbb páncélos ostoros. Az eukarióták kromoszómái általában csak a mitózis során osztódnak, de az O. marináéi a sejtciklus nagy részében osztódhatnak.

## Jelentőség
Számos olyan kritériumnak megfelel, melyek lehetővé teszik számos, hasonló élőlényekkel kapcsolatos kérdés megválaszolására modellszervezetként való használatát. Az O. marinát egyre gyakrabban tekintik ökológiai, evolúciós és biogeográfiai modellnek. Ennek oka, hogy könnyen tenyészthető, így jól ismertek ökológiai jellemzői és kémiai ingerekre adott válaszai, ami számos ökológiai modellben szerepel.
Ritkán találták nyílt vízben, ami csökkentheti hasznosíthatóságát modellszervezetként ilyen környezetben. Azonban használták egyes, a tengeri planktonikus protozoonokat befolyásoló folyamatokról szóló tanulmányok, ezek a pelágikus táplálékhálózat dinamikájának fontos részei. Így bár nem tökéletes, az O. marina ökológiai modellszervezetként továbbra is használható.
Emellett az Alveolata, különösen más páncélos ostorosok kutatásában is fontos sejt- és molekuláris jellemzőik és azok evolúciója tekintetében. Ennek oka korai kiválása a páncélos ostorosok kládján belül, számos közös morfológiai, citológiai és genetikai jellemzőt adva közeli rokon kládokkal számos fajspecifikus jellemző mellettc. Anexikusan fenntartható a tenyésztési módszerek fejlődésével. Ez az egyre könnyebben elérhető magas sebességű szekvenálással együtt azt jelenti, hogy az O. marina az Alveolata evolúciós és összehasonlító genomikai tanulmányozásában használatosabb lesz.
Emellett széles földrajzi tartománya miatt az O. marina használható a protiszták elterjedése és szóródása modelljeként. Kládjai elterjedési mintái fontosak lehetnek az evolúciós folyamatok, a történelmi események és a szabadon élő tengeri egysejtűek biodiverzitás-mintáira gyakorolt antropogén hatásai vizsgálatában. Például használható feromonok, például a környezetben fontos dimetil-szulfid táplálkozási viselkedésre gyakorolt hatásának vizsgálatában. Ez lehetőséget ad a kémiai ingerek eloszlásváltozásának a predátor-zsákmány kapcsolatra gyakorolt hatására rokon nemzetségek közt.
Amellett, hogy modellszervezet, az O. marina segítségével irányítható a minden trofikus szint élőlényeit mérgező Heterosigma akashiwo mennyisége. Laboratóriumi kísérletekben az O. marina hatékonyan irányítja a H. akashiwo-populációkat azok fogyasztásával. A természetes populációkra gyakorolt számított hatások alapján a nagy O. marina-kultúrák a H. akashiwo-virágzásokat hatékonyan kezelhetik. Ezenkívül haleledelekben is használható az akvakultúrában élő lárvák túlélési arányának növelésére, valamint a trópusihal-kereskedelemben könnyű tenyészthetősége és lehetséges magas tápértéke miatt. Az Oxyrrhis hallárvaeledelként való adása fontos lehet a protozoonok szerepének vizsgálatában természetes vizek hallárvatáplálékaként.

## Rendszertan
Legalább 2 ismert faja van, ezek az O. marina és az O. maritima vagy O. parasitica, melyek 2 kládot tartalmaznak, így összesen 4 kládban több törzse van.
Az Oxyrrhinales Oxyrrhinaceae csoportjának egyetlen ismert nemzetsége.